# Glaucorhoe unduliferaria
Glaucorhoe unduliferaria är en fjärilsart som beskrevs av Victor Ivanovitsch Motschulsky 1861. Glaucorhoe unduliferaria ingår i släktet Glaucorhoe och familjen mätare. Inga underarter finns listade i Catalogue of Life.